# 阿杜加克島
阿杜加克島是美國的島嶼，位於太平洋海域，距離烏姆納克島8公里，屬於福克斯群島的一部分，由阿拉斯加州負責管轄，長2公里，最高點海拔高度31米，島上無人居住。
52°54′17″N 169°10′28″W / 52.90472°N 169.17444°W